# ۲۸۹ (قمری)
۲۸۹ (قمری)، دویست و هشتاد و نهمین سال در گاهشماری هجری قمری است. اول محرم این سال برابر با بیست و یکم دسامبر سال ۹۰۱ میلادی است.

## رویدادها
- شورش قرمطیان و گسترش کارشان در حوالی کوفه و سرکوبی آنان به دست معتضد خلیفه عباسی
- آغاز خلیفه‌گری مکتفی
- شورش قرمطیان در شام و عراق
- فتح ری به دست اسماعیل بن احمد سامانی

## درگذشتگان
- ربیع‌الثانی؛ معتضد عباسی
- کشتن عمر لیث صفاری

## وابسته
- عمرو لیث

## منبع
- مشکویه رازی، تجارب‌الامم، ترجمهٔ علینقی منزوی، جلد پنجم، چاپ اول، انتشارات توس، ۱۳۷۶